# Dārzciems
Dārzciems est un voisinage de la Banlieue de Latgale à Riga en Lettonie.

## Géographie
Le quartier de Dārzciems borde les quartiers de Purvciems, Pļavnieki, Šķirotava, Maskavas forštate et Avoti. 
Les limites du quartier de Dārzciems sont les rues Lubānas iela, Ilūkstes iela, Augusta Deglava iela, Slāvu iela et les lignes ferroviaires allant du pont Slavu au pont Augusta Deglava y compris la zone située entre les trois lignes au niveau de la plate-forme du dépôt Vagonu, où se trouvent le cimetière Matisa et la prison centrale de Riga.
La superficie totale de Dārzciems est de 4,577 km2.
La partie ouest de Dārzciems est construite principalement de maisons individuelles d'un ou deux étages, tandis que la partie nord-ouest est dominée par des immeubles résidentiels à plusieurs étages.
Dārzciems est plat, presque tout quartier est à une altitude de 8 m. La seule exception est l'élévation entre les lignes ferroviaires dans la partie nord-ouest de Darzciems, dont l'altitude moyenne est de 12 mètres.
Le point culminant à 18 mètres est le cimetière de Matisa.

## Transports
- Bus: 	 3, 6, 13, 15, 20, 31, 33, 34, 47, 48, 49, 50, 51, 52, 63, N6
- Trolleybus:  11, 16, 22